# Bergi Nagyhercegség
A Bergi Nagyhercegség (németül: Großherzogtum Berg) a Rajnai Szövetség egyik alapító állama volt 1806 és 1813 között a mai Németország, azon belül Észak-Rajna-Vesztfália területén. 

## Története

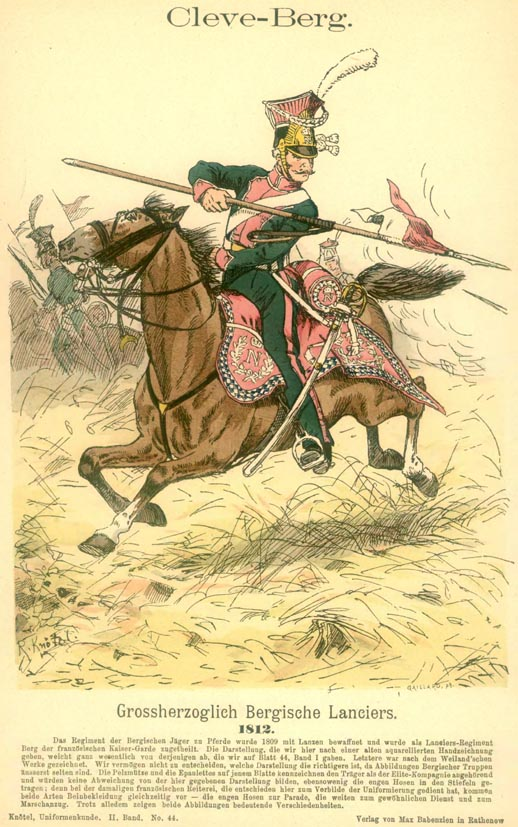
Bergi lovas harcos I. Napóleon testőrségében, 1812

A francia forradalmi háborúk idején, 1794-ben a Jülichi Hercegség (franciául: Juliers) francia megszállás alá került, ezzel az egységes Jülich és Berg két részre szakadt, amelyek 1614 óta perszonálunióban álltak a Pfalz-neuburgi Wittelsbach ház uralma alatt. 1803-ban a bajor választófejedelem, I. Miksa, Pfalz-Neuburg örököse leválasztotta Berget a többi hercegségtől és más bajor területektől, és átadta azt az unokatestvérének, Vilmos bajor hercegnek, aki a Wittelsbach-ház egyik oldalágágának tagja volt.
1806-ban a Német-római Birodalom megszűnésegkor átszervezték a volt birodalom területét. Miksa, Bajorország királya az Ansbach Hercegségért cserébe átadta Berget Napóleonnak. 1806. március 15-én a francia császár a sógorának, Joachim Muratnak adta át Berget, beleértve a Rajna folyótól keletre fekvő egykori porosz területi szerzemányeket is. Murat uralkodása alatt egyesítették Berg (ezüst alapon vörös ágaskodó oroszlán) és Kleve (vörös alapon arany liliomos jogarcsokor) címerét, majd ezen elhelyezték a fekete horgonyt és a Bonaparte-ház címerét, amely Murat címeit (admirális és a birodalmi marsall) jelképezte. Napóleon sógoraként joga volt a császári sas használatára. 1806. július 12-én Berg csatlakozott a Rajnai Szövetségéhez és ezzel nagyhercegségre lett emelve. Ezután Berg területe tovább bővült Mark, Münster, Dortmund és egyes alsó-rajnai települések beolvasztásával.

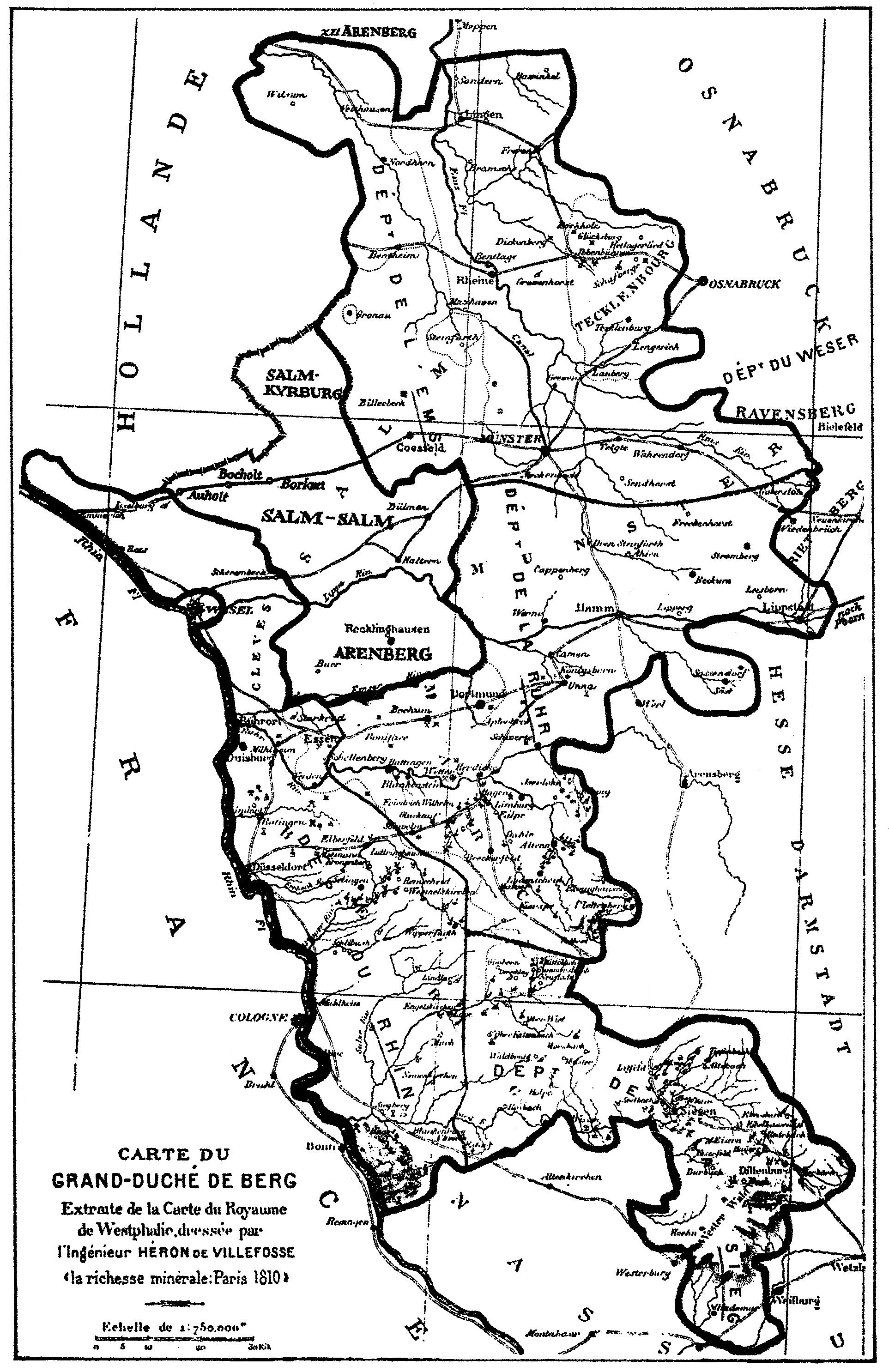
A Bergi Nagyhercegség 1810-ben.

Murat 1808-ban megkapta a Nápolyi Királyságot, ezután Berget közvetlenül Napóleon irányította. A következő évben kinevezte gyermek unokaöccsét, Napóleon Lajos herceget, aki helyett a Bergi Nagyhercegséget Pierre Louis Roederer, mint régens kormányozta. 1810 júliusában kilenc napig Lajos nagyherceg uralkodott a Holland Királyság felett perszonálunióban. 
Napóleon meghiúsult kontinentális gazdasága számos felkeléshez és lázadáshoz vezetett. A nagyhercegség rövid létezése véget ért, amikor a francia erők visszahúzódtak az 1813-as Lipcsei csata során. Ezt követően a területet Poroszország annektálta, amelyet hivatalosan a bécsi kongresszus is elfogadott. Berg része lett az újonnan létrejött Cleves-Berg tartománynak, míg Münster és Mark területei Vesztfália tartomány részei lettek.

## Címere

A Bergi Nagyhercegség címere 1809-ig
A Bergi Nagyhercegség címere 1809-től